# 世界宗教和平组织
世界宗教和平组织（英語：Religions for Peace，简称“世宗和”）是由世界各个宗教代表组成的国际联盟，致力于促进世界和平，成立于1970年。
国际秘书处总部位于美国纽约市，并且在欧洲、亚洲、中东、非洲和美洲设有区域会议。世界宗教和平组织享有联合国经济及社会理事会（ECOSOC）、联合国教科文组织（UNESCO）和联合国儿童基金会（UNICEF）的咨商地位。
2019年8月至2023年6月，阿扎·卡拉姆接替威廉·F·文德利担任秘书长； 2024年2月，弗朗西斯·库里亚·卡格马博士被任命为秘书长。

## 世界大会
| 1970年 | 日本京都市            |
| 1974年 | 比利时鲁汶            |
| 1979年 | 美国普林斯頓          |
| 1984年 | 奈洛比                |
| 1989年 | 墨尔本                |
| 1994年 | 義大利里瓦-德尔加尔达 |
| 1999年 | 约旦安曼              |
| 2006年 | 日本京都市            |
| 2013年 | 奥地利維也納          |
| 2019年 | 德国博登湖畔林道      |

## 荣誉
2020年，鲜鹤和平奖授予塞内加尔总统马基·萨勒和世界宗教和平组织的穆尼布·尤南主教。
2020年，世界宗教和平组织被提名“信仰自由”（Freedom of Worship）四大自由奖。